# Алексей Мерзляков
Алексѐй Фьо̀дорович Мерзляко̀в (на руски: Алексей Фёдорович Мерзляков) е руски поет, преводач и филолог.
Роден е на 28 март (17 март стар стил) 1778 година в Николаевское, Оренбургска губерния, в семейството на дребен търговец. Учи в Перм, където пише стихотворение, привлякло вниманието на императрица Екатерина II, след което е изпратен в Московския университет. Дипломира се през 1799 година, а от 1804 година до края на живота си оглавява катедрата по руско красноречие и поезия. Продължава да публикува своя поезия, както и преводи на класически древногръцки и древноримски автори.
Алексей Мерзляков умира на 7 август (26 юли стар стил) 1830 година в Москва.